# 陕西建工控股集团
陕西建工控股集团有限公司，又称陕西建工集团总公司，简称陕建，涉外称华山国际工程公司（Top International Engineering Corporation），是一家位于中国陕西省西安市的建筑和工程承包商，也是陕西省人民政府直属的国有独资综合企业集团，成立于1950年3月。在ENR全球工程承包商50强中列第24位，在中国建筑业竞争力200强企业排第5名。是2019年中国企业500强之一，排第191位。

## 历史
陕西建工控股集团有限公司注册资本金达51亿元，在承包国际工程、投资建筑产业、城市轨道交通等10个方面均拥有产业。公司拥有9个建筑工程施工总承包特级资质、4个市政公用工程施工总承包特级资质、1个石油化工工程施工总承包特级资质、1个公路工程施工总承包特级资质、17个甲级设计资质及海外经营权。该公司的海外业务主要集中在非洲和其他一些国家。在喀麦隆、圣多美和普林西比、苏丹、赤道几内亚、利比里亚、加蓬、尼日利亚、加纳和佛得角设有办事处或子机构。另有一些办事处设在阿拉伯联合酋长国、巴布亚新几内亚、卢旺达和刚果。
公司旗下有核心企业陕西建工集团股份有限公司（成立于2019年6月28日）、陕西华山国际工程集团有限公司、陕西建筑产业投资集团有限公司（成立于2014年9月）等企业。截止2020年4月，董事长为张义光，总经理为张文琪。

## 项目
陕建曾参与施工或承建了吉尔吉斯斯坦奥什医院、卢旺达政府综合行政办公楼、南非渥尔贾马贾拉供水项目、巴基斯坦卡拉奇核电站、马来西亚首个磷化工综合一体化EPC项目、佛得角国家体育场（是佛得角乃至西非地区最先进的体育运动场馆）等工程项目。在加纳，该公司负责与当地公司联合建设320个公寓楼项目，共有2560个单元，用于补救社会福利住房的短缺。在2007年加纳东北地区的洪灾期间，公司在当地的办事处还向受害者提供了现金捐助。